# Lee Lawrie
Lee Oscar Lawrie (Rixdorf, 16 ottobre 1877 – Easton, 23 gennaio 1963) è stato uno scultore statunitense.
Considerato uno dei principali artisti e scultori architettonici americani emersi prima della seconda guerra mondiale, Lawrie approfondì diversi stili artistici fra cui il neogotico, l'architettura Beaux-Arts, il classicismo per approdare infine all'art déco. Tra le sue numerose opere si segnalano la statua di Atlante (New York) e le decorazioni del Campidoglio (Nebraska).

## Biografia

### Formazione
Lee Lawrie nacque a Rixdorf, in Germania, nel 1877. Dopo essere emigrato con la sua famiglia negli Stati Uniti nel 1882, si stabilì a Chicago e, all'età di 14 anni, divenne l'assistente di Richard Henry Park. Nel 1892 aiutò altri scultori a erigere la "Città bianca" della Fiera Colombiana di Chicago che venne tenuta durante l'anno seguente. Ancora giovanissimo, Lawrie collaborò con molti artisti fra cui William Ordway Partridge, Augustus Saint-Gaudens, Philip Martiny, Alexander Proctor e John Kitson e, nel 1904, assistette Karl Bitter in occasione dell'Esposizione internazionale della Luisiana.
Fra il 1908 e il 1919, Lawrie divenne istruttore presso la Yale School of Art e nel 1910 conseguì una laurea in belle arti presso l'Università di Yale. Fu anche insegnante nel programma di architettura dell'Università di Harvard dal 1910 al 1912.

### Carriera
Durante la sua carriera gli furono assegnate oltre trecento commissioni. Dopo aver lavorato con gli architetti Ralph Adams Cram e Bertram Goodhue fino al 1914, anno in cui cessò la loro attività, Lawrie continuò a collaborare assieme a Goodhue ornando i suoi edifici. I due realizzarono la tenuta di El Fureidis, a Montecito (California), il Campidoglio di Lincoln, nel Nebraska e la Los Angeles Public Library. Lawrie fu consulente presso l'Expo 1933 di Chicago e divenne membro dell'American Academy of Arts and Letters, della National Academy of Design e dell'Architectural League of New York, istituzioni che gli conferirono i rispettivi riconoscimenti.
Dal 1933 al 1937 entrò a far parte dell'agenzia United States Commission of Fine Arts per poi ritornarvi fra il 1945 e il 1950. Nel 1937 Lawrie creò con Rene Paul Chambellan la statua di Atlante, collocata nel Rockefeller Center di New York. Essa misura 14 metri, pesa due tonnellate e raffigura un uomo intento a sorreggere una grande sfera armillare. All'epoca, l'Atlante ricevette giudizi controversi e diversi critici dell'epoca dichiararono che il suo volto somigliasse a quello del dittatore Benito Mussolini. Lavorò anche alle decorazioni della Cadet Chapel di West Point (New York) e quelle della National Academy of Sciences di Washington.
Lawrie morì nel 1963 a Easton, nel Maryland.

## Galleria d'immagini

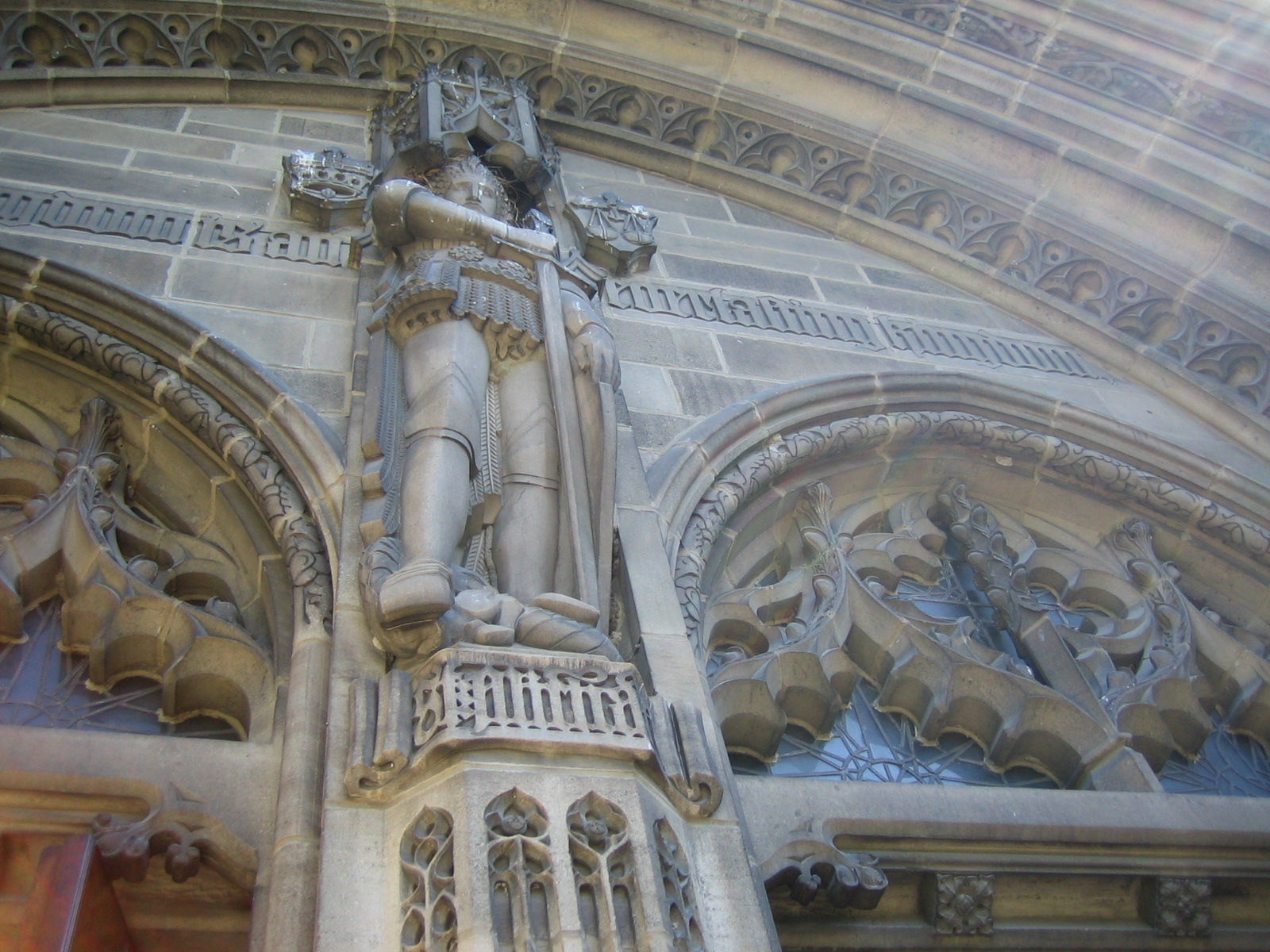
Particolare della Rockefeller Chapel (Chicago)
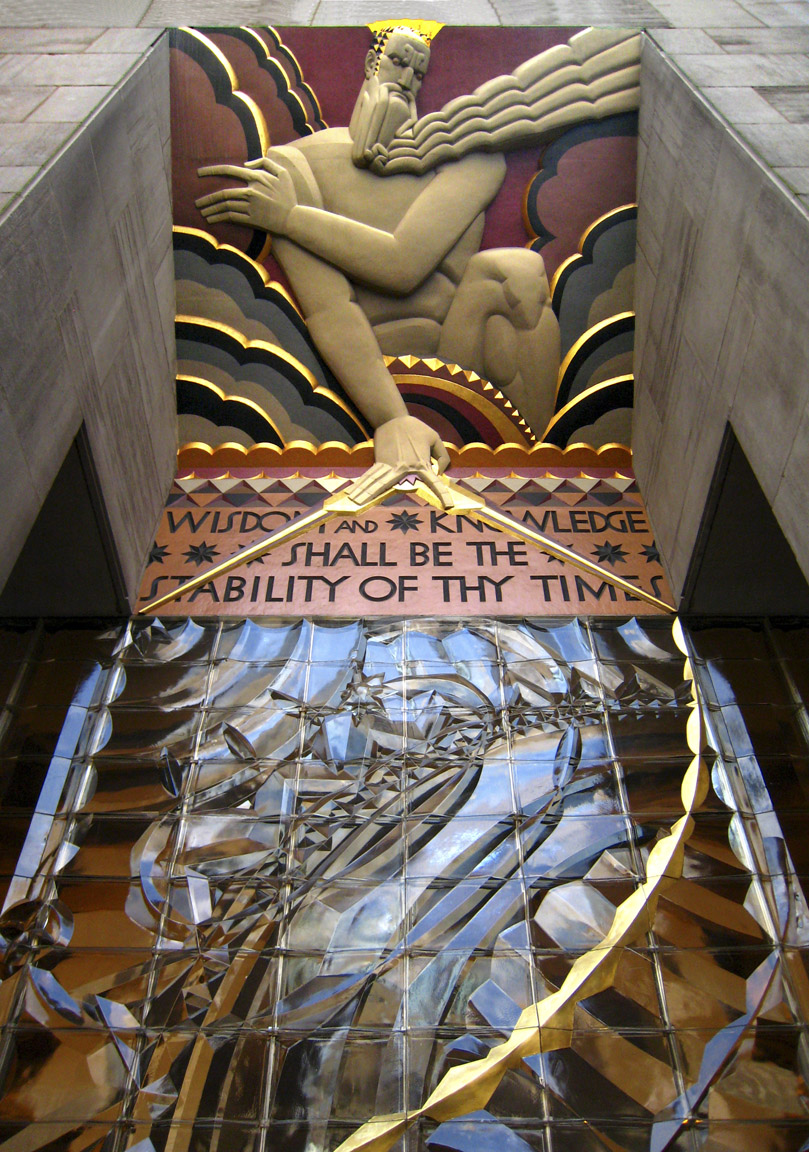
Wisdom, with Light and Sound presso il Rockefeller Center (New York)
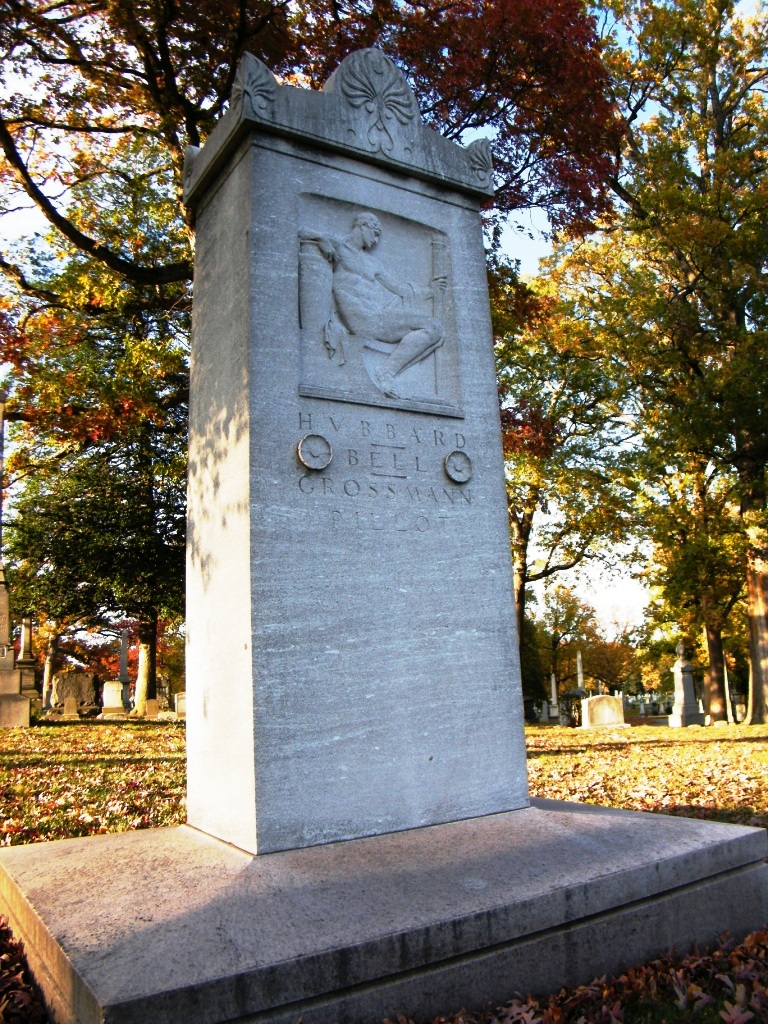
Hubbard Bell Grossman Pillot Memorial presso il cimitero di Rock Creek (Washington)
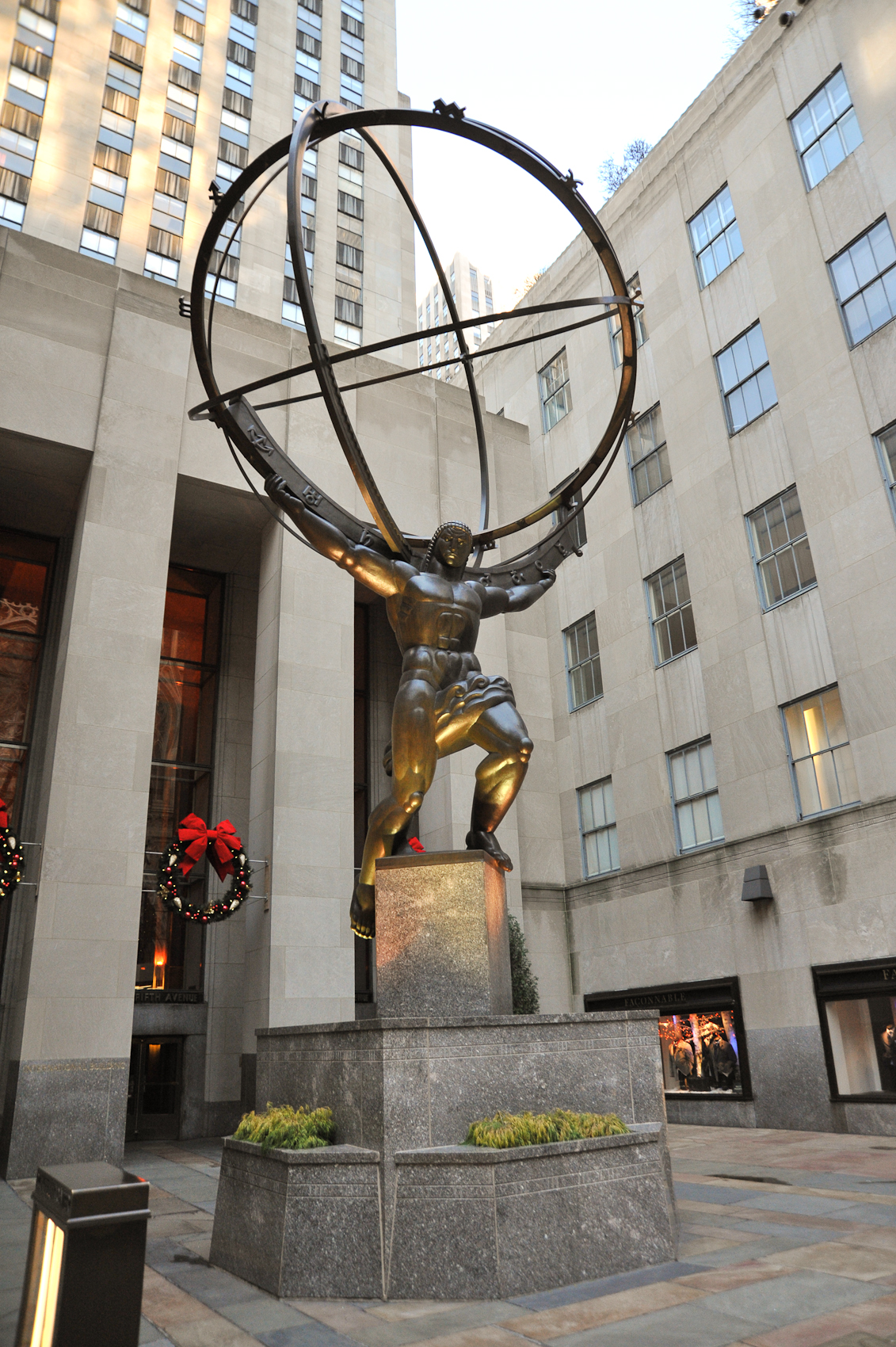
Atlas presso il Rockefeller Center (New York)
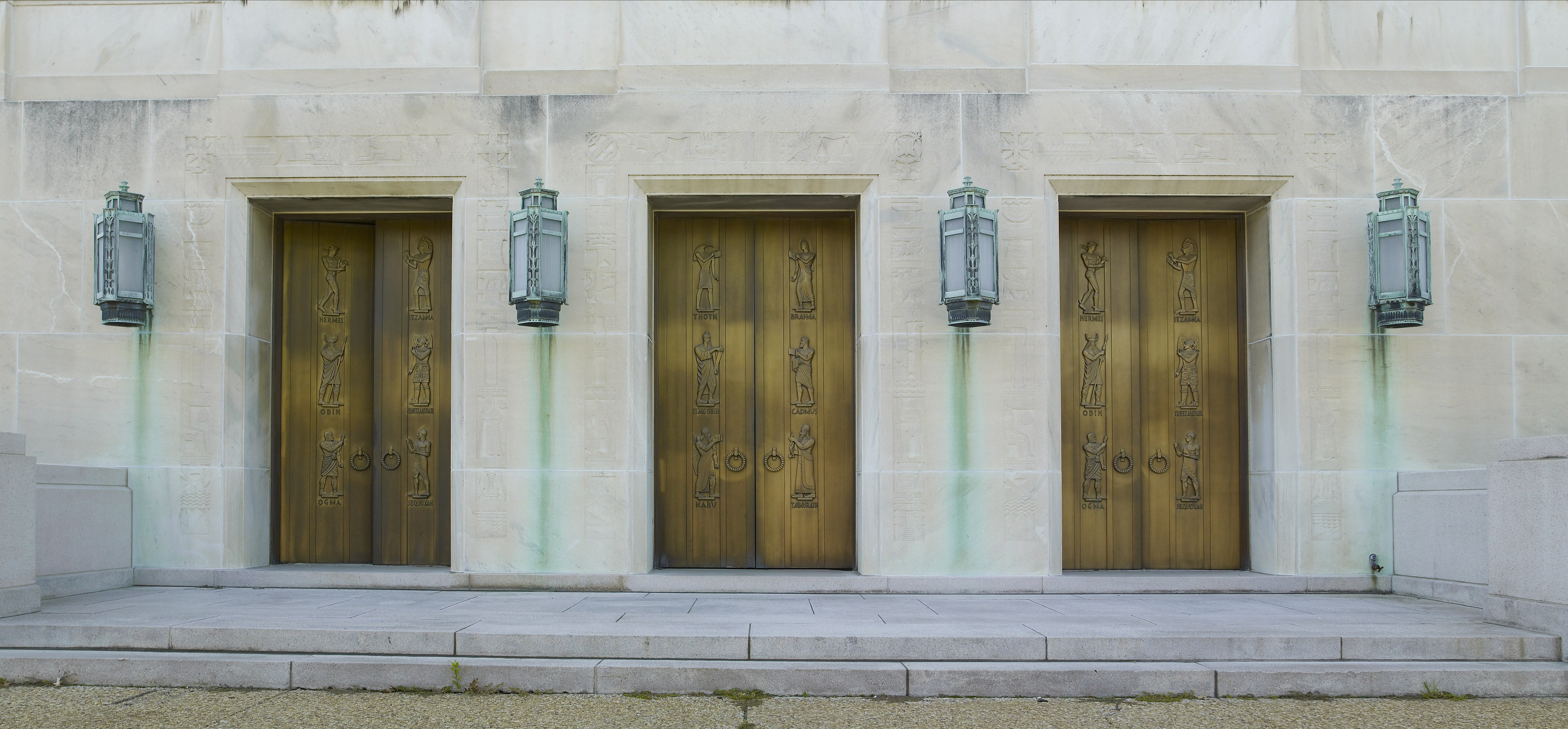
Porte del John Adams Building (Washington)